# Pablo Santillo
Pablo Ariel Santillo (Buenos Aires, 7 marzo 1980) è un ex calciatore argentino, di ruolo portiere.

## Carriera
È cresciuto nelle giovanili del Chacarita Juniors.